# کالکا
کالکا (به هندی: कालका) شهری در ناحیهٔ پنجکولا در ایالت هاریانا هند است که نام خود را از ایزدبانو کالی گرفته است. کالکا در کوه‌پایه‌های هیمالیا واقع شده و دروازه‌ای به ایالت همسایه، هیماچال پرادش است. کالکا در جادهٔ ملی ۲۲ میان چندی‌گر و شیملا در پایانهٔ راه‌آهن کالکا شیملا واقع شده است. در جنوب کالکا، شهرهای پینجور و پاروانو قرار دارند. کالکا نسبت به این دو شهر که کمربندی صنعتی میانشان شکل گرفته است، از گسترش صنعتی دور مانده است.

## تاریخچه
کالکا در ۱۸۴۳ زیر سلطهٔ هند بریتانیا درآمد. شهر بعدها محل اتصال خط‌های راه‌آهن دهلی–امبالا کانتانمنت–کالکا و کالکا شیملا گردید. کالکا تا سال ۱۹۰۱ میلادی جمعیتی برابر ۷٬۰۴۵ نفر داشت. کمیتهٔ شهری کالکا در ۱۱ آوریل ۱۹۳۳ ایجاد گردید.

## آب و هوا
کالکا دارای آب و هوایی نیمه‌گرمسیری با یک فصل بارندگی از اواخر ژوئن تا اوایل اکتبر است. تابستان در میان آوریل آغاز می‌گردد و بیشینه دمای آن در مه و ژوئن روی می‌دهد. پس از آن فصل بارندگی فرا می‌رسد که همراه با کاهش دما و افزایش رطوبت است. دما در اکتبر و نوامبر متعادل باقی می‌ماند، وانگهی تا پایان نوامبر شروع به کاهش می‌کند. زمستان در طول دسامبر، ژانویه و فوریه فرا می‌رسد که کمینهٔ دما در اوایل ژانویه روی می‌دهد. فصل زمستان اگرچه سرد ولی بدون مه می‌باشد.

## ترابری

### جاده
کالکا در شیب واقع شده است و به همین دلیل رفت‌وآمد با پای پیاده در آن مشکل است. سه‌چرخه‌های موتوری از وسیله‌های حمل و نقل در درون شهر هستند. همچنین اتوبوس‌های خصوصی و دولتی برای رفتن به شهرهای همسایه وجود دارند.

### راه‌آهن کالکا شیملا
راه‌آهن کالکا شیملا در فهرست میراث جهانی یونسکو و همچنین در میان ریل‌های کوهستانی هند جای دارد. این خط آهن در ۱۹۰۳ گشوده شد.

## جمعیت
براساس سرشماری ۲۰۱۱ میلادی، جمعیت کالکا ۳۰٬۳۱۴ نفر بوده است.

## جای‌های دیدنی

### معبد کالی
معبد باستانی دوی هندو، کالی، در بزرگ‌راه ملی ۲۱ که از شهر کالکا می‌گذرد واقع شده است.

### باغ پنجور
باغ پنجور از جاذبه‌های محبوب کالکا است. باور بر این است که این باغ به‌وسیلهٔ مغول‌ها ساخته شده است.